# Emma Lewell-Buck
Emma Louise Lewell-Buck (née le 8 novembre 1978) est une femme politique du Parti travailliste qui est députée de South Shields depuis une élection partielle en 2013.

## Jeunesse
Issue d'une famille d'ouvriers de chantier naval, Lewell-Buck est née à South Shields. Elle est une descendante directe de William Wouldhave (en), l'inventeur du canot de sauvetage.
Lewell-Buck fréquente l'Académie catholique St Joseph à Hebburn. Elle étudie la politique et les médias à l'Université de Northumbria avant d'obtenir une maîtrise en travail social de l'Université de Durham.
En tant qu'assistante sociale, elle se spécialise dans la protection de l'enfance et représente le quartier Primrose à Jarrow comme conseillère de South Tyneside de 2004 à 2013.

## Carrière parlementaire
Lewell-Buck remporte une élection partielle avec une majorité réduite en 2013 après la décision de David Miliband de quitter la Chambre des communes.
En juin 2013, elle devient membre du comité spécial de l'environnement, de l'alimentation et des affaires rurales en remplacement de Thomas Docherty. En octobre 2013, elle est nommée Secrétaire parlementaire privé d'Ivan Lewis, Secrétaire d'État pour l'Irlande du Nord du cabinet fantôme.
En juillet 2015, elle est élue membre du comité restreint du travail et des pensions.
En janvier 2016, Lewell-Buck est ministre fantôme de la décentralisation et du gouvernement local dans le cadre du remaniement de Jeremy Corbyn. Le 29 juin 2016, elle annonce sa démission du poste, déclarant qu'elle est "navrée par l'état du parti [travailliste]" dans le cadre d'une série de démissions au cabinet fantôme pendant la crise du leadership de l'été. Elle soutient ensuite Owen Smith dans sa tentative ratée de remplacer Jeremy Corbyn lors des élections à la direction du Parti travailliste de 2016.
En octobre 2016, elle est reconduite dans l'équipe de Jeremy Corbyn comme ministre de l'Éducation fantôme responsable de la politique des enfants et des familles. Elle démissionne de ce poste en mars 2019 après avoir voté contre un deuxième référendum sur le Brexit au mépris des consignes travaillistes.
Elle est réélue avec succès comme députée de South Shields aux élections générales de 2019 .